# هيرويوكي نيشيموري
هيرويوكي نيشيموري (باليابانية: 西森博之) مواليد 23 نوفمبر 1963 في طوكيو، هو فنان مانغا ياباني. من أشهر أعماله سلسلة تنشي نا كونامايكي التي فازت بجائزة شوغاكوكان للمانغا في سنة 2011 عن فئة شونن.

## روابط خارجية
- هيرويوكي نيشيموري على موقع ANN person (الإنجليزية)